# Gulliverpriset
Gulliverpriset är ett svenskt barnlitteraturpris. Priset instiftades 1969 av Barn- och ungdomsrådet, numera IBBY Sverige. Det delas varje vår ut till den "som genom verksamhet av kritisk, teoretisk eller praktisk karaktär väsentligt bidragit till att öka förståelsen för barn- och ungdomsboken". Priset utgörs av en okänd summa pengar, samt ett diplom.
Prisets namn refererar till Jonathan Swifts litterära figur.

## Pristagare
- 1969 – Margareta Strömstedt
- 1970 – Inget pris utdelat
- 1971 – Lennart Hellsing
- 1972 – Göte Klingberg
- 1973 – Qui Nyström
- 1974 – Lisa-Christina Persson
- 1975 – Lorentz Larson
- 1976 – Mary Ørvig
- 1977 – Lars Furuland
- 1978 – Margareta Toss
- 1979 – Kerstin Rimsten-Nilsson
- 1980 – Carl-Agnar Lövgren
- 1981 – Elsa Olenius
- 1982 – Ying Toijer-Nilsson
- 1983 – Ingegärd Martinell
- 1984 – Vivi Edström
- 1985 – Marianne von Baumgarten
- 1986 – Gunnel Enby
- 1987 – Lena Fridell
- 1988 – Gun Qvarzell
- 1989 – Ann-Marie Fågelström
- 1990 – Harriette Söderblom
- 1991 – Birgitta Fransson
- 1992 – Sonja Svensson
- 1993 – Jan Nilsson (troligen född 1948)
- 1994 – Gunilla Lundgren
- 1995 – Ulla Lundqvist
- 1996 – Birgitta Lundborg
- 1997 – Kersti Westin
- 1998 – Lena Kåreland
- 1999 – Britt Isaksson
- 2000 – Kjell Andersson
- 2001 – Siv Widerberg
- 2002 – Ulla Rhedin
- 2003 – Lena Törnqvist
- 2004 – Lena Kjersén Edman
- 2005 – Eva Alge
- 2006 – Åke Dansk
- 2007 – Birgitta Caperius
- 2008 – Boel Westin
- 2009 – Marianne Eriksson
- 2010 – Tove Jonstoij
- 2011 – Lena Lundgren
- 2012 – Helena Eriksson Berhan och Nina Suatan
- 2013 – Kristin Hallberg
- 2014 – Susanna Ekström
- 2015 – Ylva Mårtens
- 2016 – Katarina Dorbell
- 2017 – Lotta Olsson[3]
- 2018 – Ulf Boëthius[4]
- 2019 – Marlen Eskander[5]
- 2020 – Linda Holmer[6]
- 2021 – Agneta Edwards[7]
- 2022 – Maria Nikolajeva[8]
- 2023 – Elisabet Reslegård
- 2024 – Erik Titusson
- 2025 – Ann Boglind

## Källhänvisningar
- Gulliver-priset. Läst 9 december 2024.